# Comté de Berkeley (Virginie-Occidentale)
Pour les articles homonymes, voir Comté de Berkeley.
Le comté de Berkeley est un comté des États-Unis situé dans l’État de Virginie-Occidentale. En 2013, sa population était de 108 706 habitants. Son siège est Martinsburg. Le comté doit son nom à Norborne Berkeley, Baron de Botetourt, gouverneur de Virginie de 1768 à 1770. Il a été créé en 1772 à partir de la partie nord du comté de Frederick (Virginie).

## Principales villes
- Martinsburg
- Hedgesville